# Reliant Regal
O Reliant Regal é carro compacto de três rodas/van que foi fabricado de 1953 a 1973 pela Reliant Motor Company em Tamworth, Inglaterra, substituindo o antigo furgão de três rodas Reliant Regent, que teve suas origens em um design comprado da Raleigh Bicycle Company pela Reliant. Como um veículo de três rodas com peso leve (menos de 7 cwt, 355,6 kg), segundo a legislação do Reino Unido é considerado um "triciclo" e pode ser conduzido com uma licença para motocicletas (categoria A). Uma versão comercial leve, com uma porta traseira com dobradiças laterais foi comercializada como Reliant Supervan .

## História
Após o lançamento do Mk I em 1953, o Reliant Regal passou por muitas mudanças em um curto período, com a "primeira geração" usando a estrutura de madeira original e um design de carroceria de painel único até o Mk VI de 1961.
Em 1962, a Reliant introduziu o Mk VII, codinome "TW7" (Three Wheeler 7). Esta versão apresentava um novo motor OHV (Over head valves) Reliant, um novo chassi de aço e uma nova carroceria com estilo visual totalmente atualizado. Recebeu o emblema de Regal 3/25, Regal 3/30 (número de cavalos nas rodas / bhp), Regal 21E ou Regal 21E 700. O motor de 600 cc produzia 25 bhp (na verdade 598cc / 24 bhp) e o motor 700cc produziu 30 bhp (na verdade 701cc / 29 bhp). A versão 21E foi equipada com 21 ítens, que de outra forma estavam disponíveis como opcionais para o carro padrão. Esses opcionais incluíam um foco de luz, um farol de neblina, para-choques cromados, quebra-sol, um medidor de óleo, acabamentos externos das rodas e pintura metálica. Em 1973, o Regal foi substituído pelo Reliant Robin (codinome "TW8").

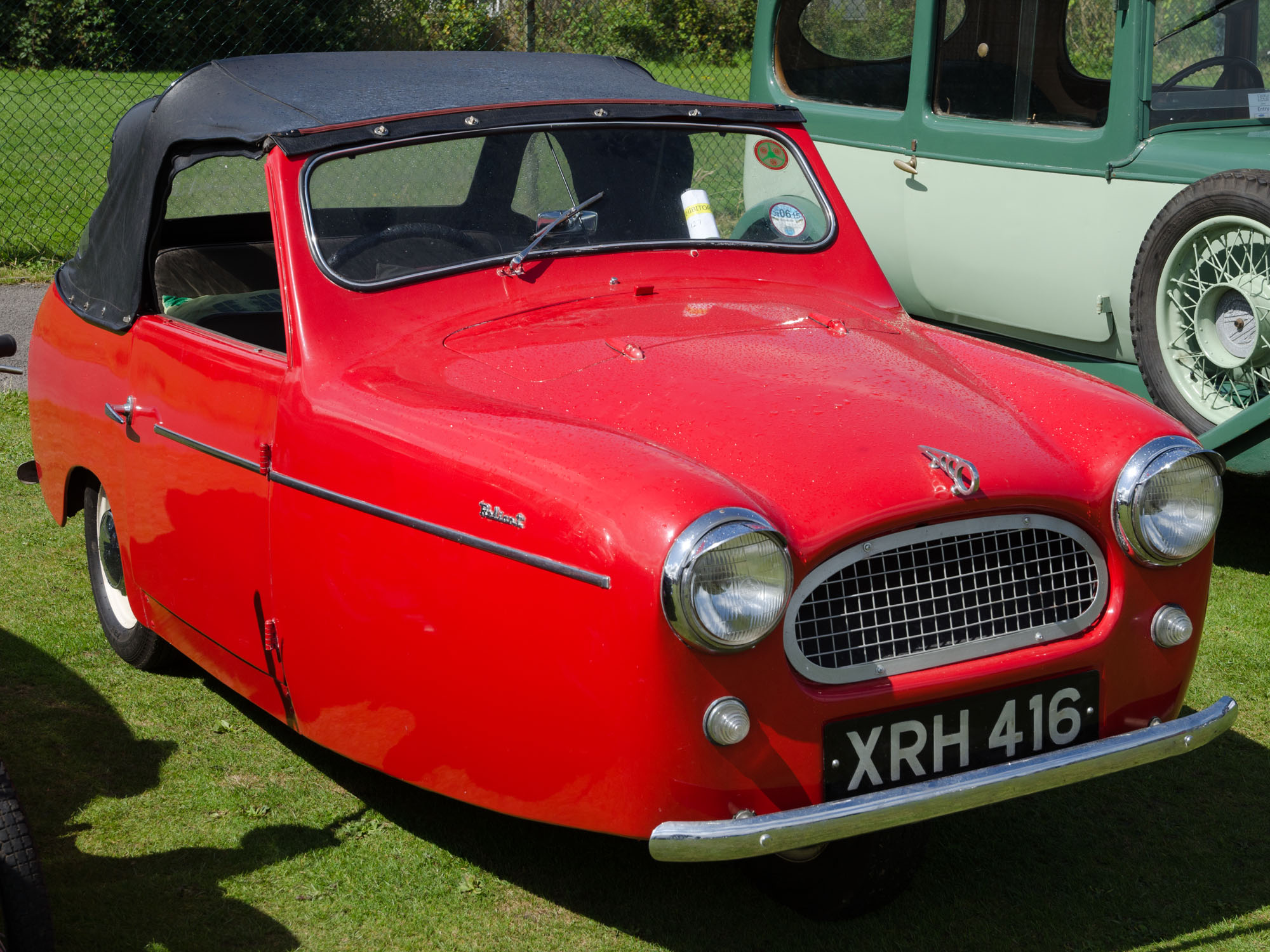
Reliant Regal Mk III conversível (1956-58)

Regals MkI – MkII tinha carroceria de alumínio e motore de válvula laterais de 747 cc. No entanto, durante a década de 1950, o preço do alumínio aumentou em toda a Europa. Em resposta, a Reliant desenvolveu painéis de fibra de vidro que substituíram os painéis de alumínio, peça por peça, até que o Mark 3 Regal 1956 apresentasse um corpo totalmente em fibra de vidro. Ao contrário de Panhard, que respondeu ao aumento do custo do alumínio substituindo os painéis de aço mais pesados, a escolha da tecnologia de fibra de vidro da Reliant garantiu que o Regal fosse capaz de manter seu peso leve, com a capacidade resultante de usar motores menores, menos potentes e, portanto, mais baratos e mais econômicos. O Regal Mk VI foi o último Regal a ser movido por um motor de válvula lateral, pois em 1962 a Reliant havia desenvolvido seu próprio Motor 600cc todo em alumínio OHV que foi instalado no novo Regal 3/25.
A versão Regal 3/25 foi introduzida em outubro de 1962 e, ao contrário dos Regals anteriores, ela não tinha mais uma estrutura de madeira e, em vez disso, tinha um corpo de construção unitário de fibra de vidro reforçada. A fibra de vidro foi moldada em duas unidades principais (externa e interna) e depois coladas e aparafusadas a um chassi de aço. Enquanto isso, em 25 de abril de 1968, um ano antes da BMC celebrar seu 2.000.000º Mini, o diretor de vendas da Reliant, THScott, dirigiu pessoalmente o 50.000º Regal 3/25 para fora da linha de montagem na fábrica da Reliant em Tamworth.
Poucos meses depois, em agosto de 1968, o motor de 701cc introduzido no Reliant Rebel no outono anterior foi incorporado ao Regal. Para o veículo de três rodas, a taxa de compressão foi reduzida para 7,5: 1, reduzindo a potência de 35 bhp para 29,5 bhp. No entanto, isso ainda representou um aumento útil em relação aos 26 bhp do motor de 600cc que o 701 substituiu.

### Galeria

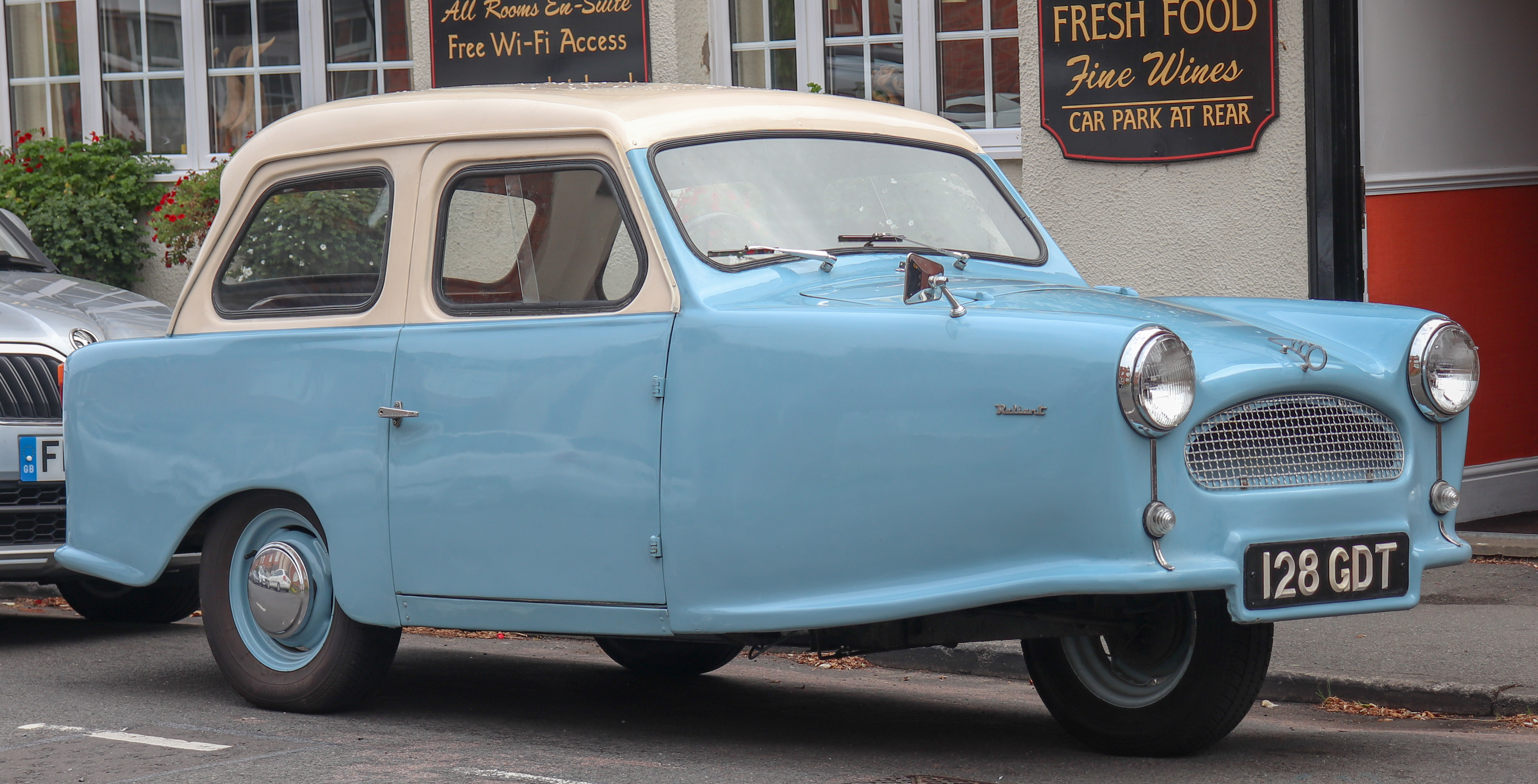
1962 Reliant Regal Mk VI
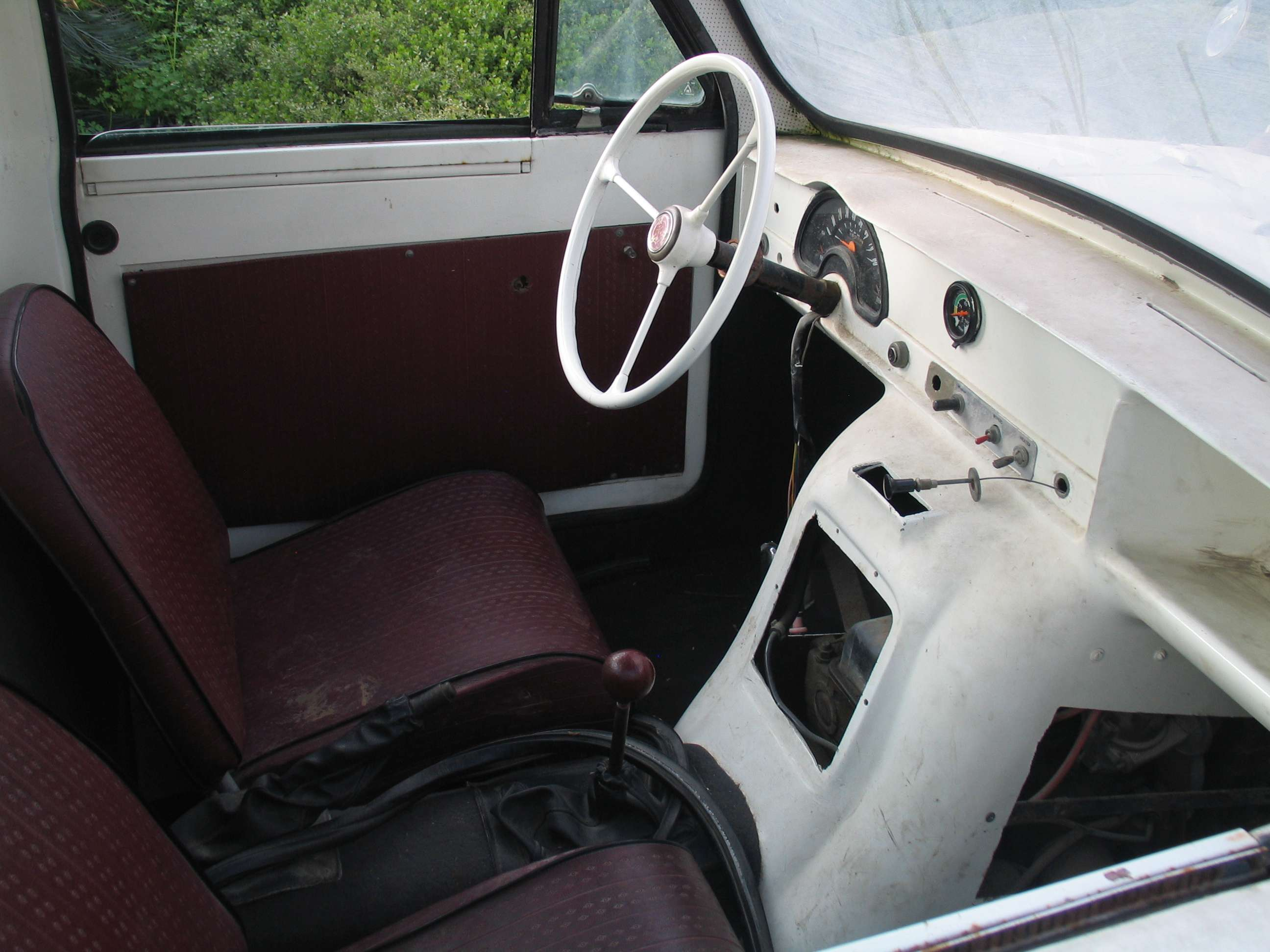
Interior da picape Reliant Regal 3/30
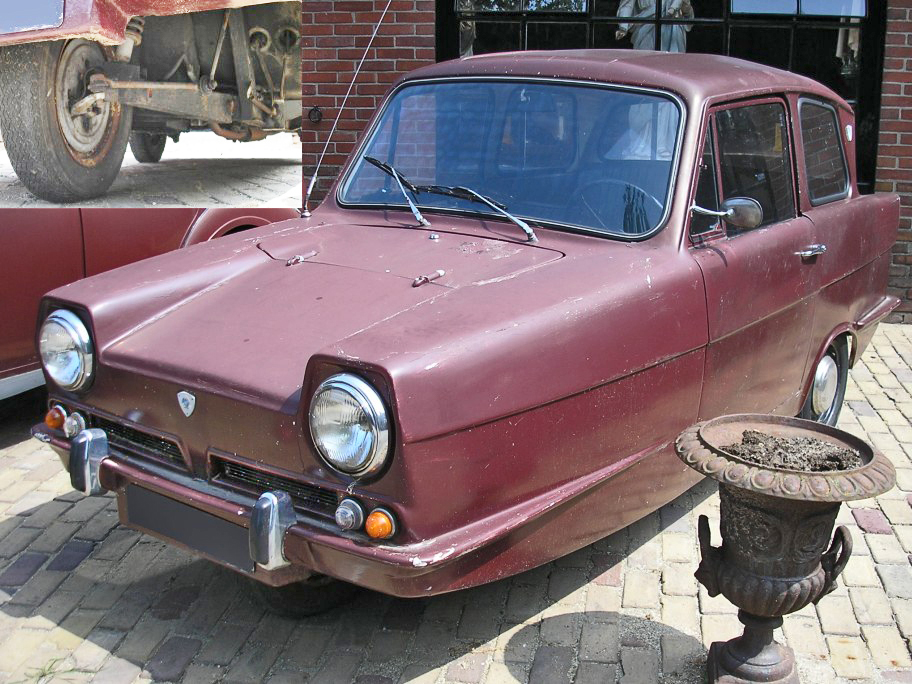
Reliant Regal 3/30 (1968-1973) com detalhes de suspensão dianteira
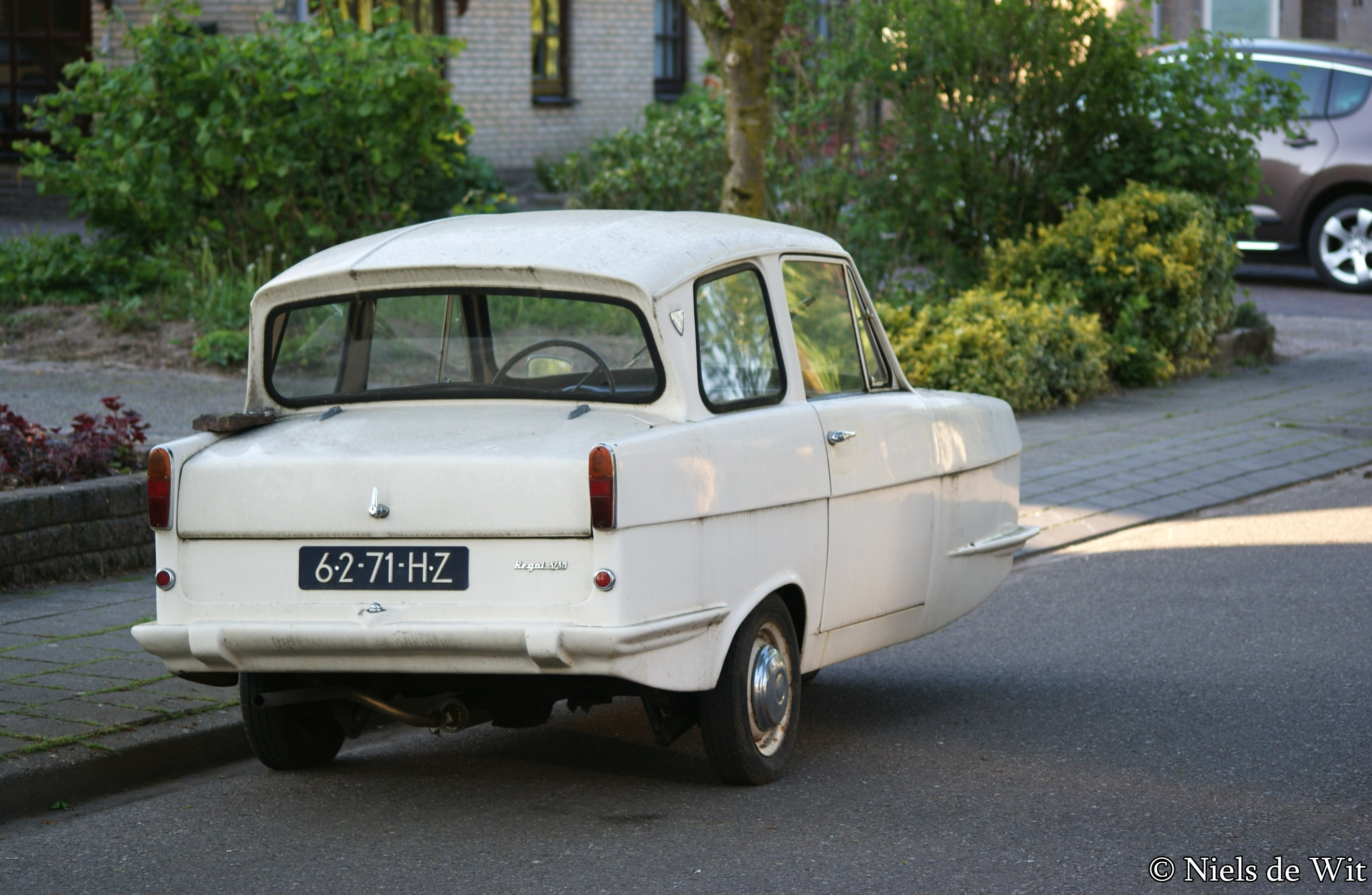
Vista traseira de Regal 3-30 (1969)

## Na cultura popular

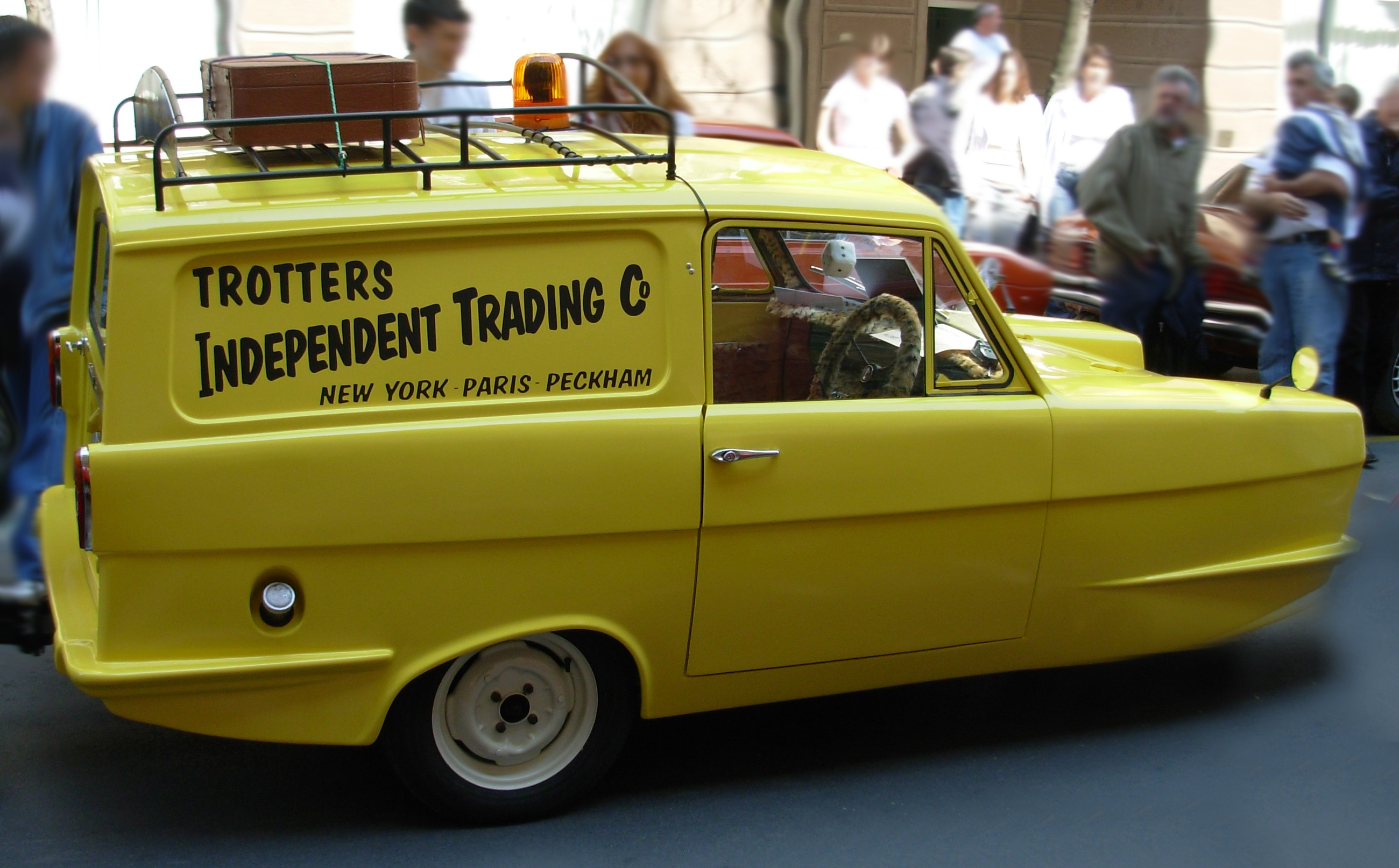
Um Reliant Supervan III de 1969 pintado como o icônico exemplar de Only Fools and Horses

Os Reliant Regals e Robins desfrutam de um lugar especial na cultura britânica como símbolos da excentricidade da nação.
Um exemplo de um Supervan III é a icônica van amarela pertencente a Del Boy e Rodney Trotter na longa série "Só Tolos e Cavalos". Muitas pessoas afirmam possuir vans usadas na série, mas poucas têm qualquer prova. O boxeador britânico Ricky Hatton comprou uma réplica da van Del Boy em 2004 que o vendedor alegou ser genuína, mas mais tarde provou ser falsa. Outra van foi vendida por cerca de £44.000 em 2007 por Peter Nelson, um dentista de Keswick, que a exibiu por 10 anos em seu museu 'Cars Of the Stars'. Este carro foi usado no especial de Natal "Batman and Robin" e o Sr. Nelson alegou ter mais do que recuperado o preço de compra, alugando o veículo de volta para a empresa de produção. A empresa foi vendida em 2011, juntamente com o resto da coleção, ao colecionador americano Michael Dezer, para ser adicionado à sua "Dezer Collection" em Miami, Flórida. Desde então, esta coleção foi transferida para Orlando, onde agora é chamada de "The Orlando Auto Museum".
Havia vários Supervans Reliant usados nas filmagens. Para a Série 1 e a maior parte da Série 2 (até "A Touch Of Glass" inclusive), foi utilizado um Supervan II Reliant de 1969 - distinguido por sua placa APL 911H e muito mais "sujo", com um capô de cor branca, adesivos na porta traseira e padrão de pintura distinto na frente. Depois de "Um toque de vidro", uma nova van foi adquirida e pode ser vista no especial de Natal da Série 2 "Diamantes são para Heather". Este furgão permaneceu em uso até depois da Série 3, onde outros foram então utilizados. Todos os outros Reliants usados na série de TV foram os Supervan III de 1972 ou 1973, notados pelo tipo de lâmpada traseira instalada. A maior ironia dos veículos utilizados na série era o uso de ferrugem pintada, que os veículos de fibra de vidro não podiam realmente desenvolver. As aletas dos últimos Regals foram remodeladas para serem mais planas e incorporarem os faróis traseiros volumosos de topo plano. Todas as Regals anteriores utilizavam faróis traseiros redondos com tampa plana (Lucas L572). Action Cars, Telefilm Cars e Cars of the Stars em Keswick, Inglaterra, contratariam vans para filmar ao longo da vida dos programas de TV.
O número de registro "DHV 938D" não era real, e é apenas uma placa de exibição feita para produção. Esta placa indica um veículo matriculado em Londres em 1966, uma impossibilidade visto que a van usada é dos modelos 1969-1973.
Em outra comédia da TV britânica, Mr. Bean, uma piada em recorrente envolve o personagem fixo interpretado pelo comediante britânico Rowan Atkinson frequentemente tendo problemas com um Reliant Supervan III azul claro 1972, que tomba, ou bate durante baliza. Duas vans foram usadas, a primeira van usada nas filmagens é fácil de identificar porque é azul claro e tem 2 espelhos retrovisores cromados, e as anteriores, luzes traseiras cromadas, e janelas traseiras que foram pintadas. A segunda van, que parece ter sido usada apenas no episódio "Tee Off" Mr. Bean, é pintada de um azul muito mais escuro, não tem espelhos laterais de nenhum tipo, luzes traseiras maiores e também tem vidros traseiros que foram pintados; o interior das portas também foi pintado de preto.
Um Supervan vermelho apareceu no programa infantil Fan Goch de língua galesa S4C .
O filme Cars 2 de 2011 da Pixar apresenta um personagem francês chamado Tomber, que é inspirado em um sedã Reliant Regal, com algumas modificações criativas, como os faróis de um Citroën Ami . Seu nome significa "cair" em francês, referindo-se à suposta instabilidade dos veículos de três rodas.
Um Reliant Regal é mostrado na cerimônia de encerramento das Olimpíadas de Londres de 2012 com ele sendo destruído e Batman e Robin saindo dele, uma trama que apareceu em um episódio de Only Fools and Horses .
O Reliant Supervan de The Only Fools and Horses apareceu em forma de desenho animado em um pequeno anúncio do Discovery Channel. O cartunista dirigia um carro esportivo e depois de uma curta viagem ele se transformou no Supervan com o locutor dizendo "Que plonker", embora baixinho, em referência ao famoso ditado de Del Boy. 
No jogo de corrida Forza Horizon 3 da Microsoft de 2016, que se passa na Austrália, o Reliant Supervan III de 1972 foi adicionado à lista de veículos. O carro foi novamente apresentado no Forza Horizon 4, desta vez ambientado no Reino Unido .
No vídeo "They Don't Know " de Tracey Ullman, o par romântico Paul McCartney dirige um Reliant Regal azul com letras que significam "Paul e Tracey" no para-brisa.